# 八千代中央駅

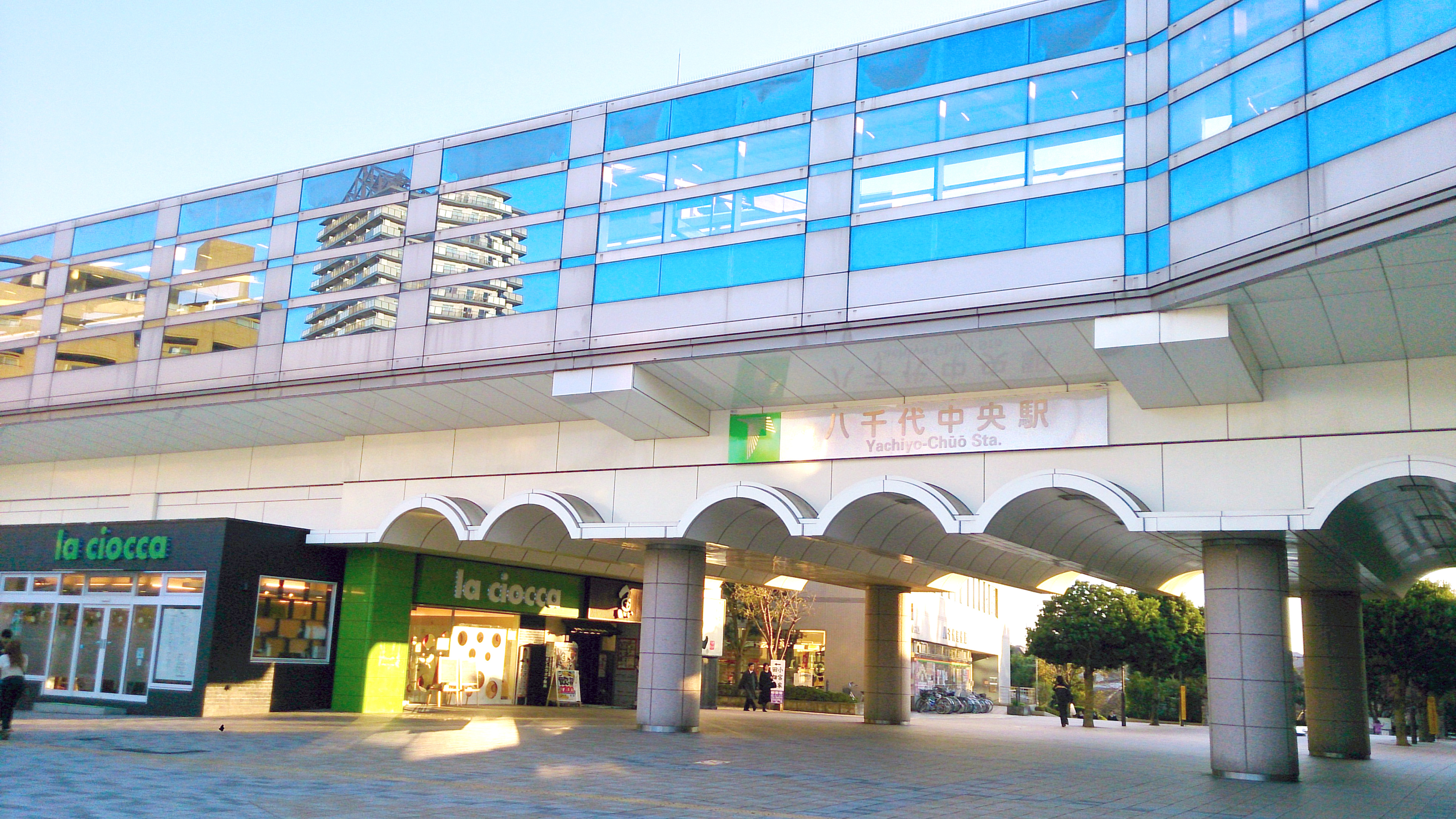
駅舎南側（2014年11月）

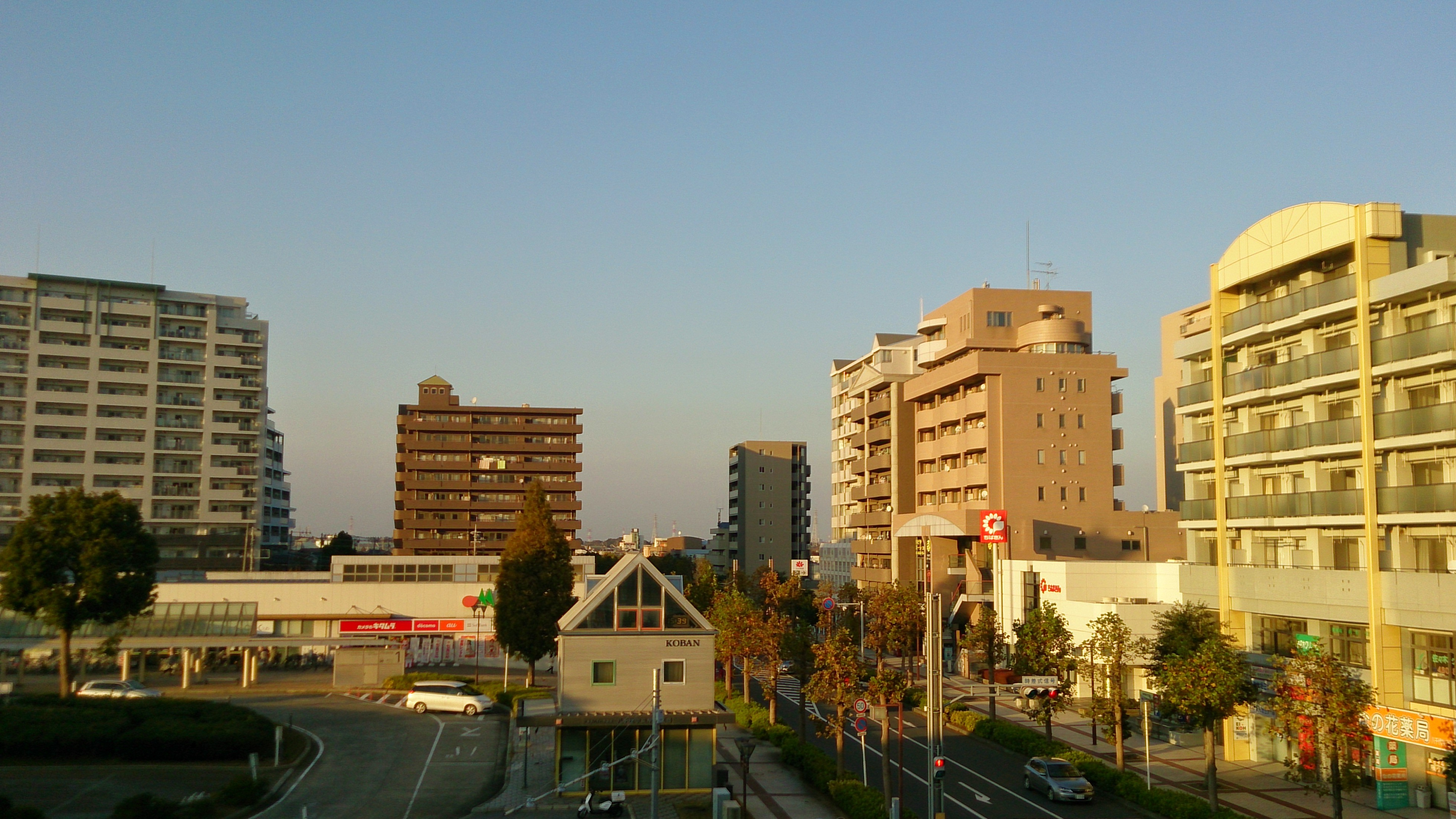
ゆりのき台のマンション群（2014年11月）

八千代中央駅（やちよちゅうおうえき）は、千葉県八千代市ゆりのき台一丁目にある、東葉高速鉄道東葉高速線の駅である。駅番号はTR07。

## 歴史
計画当初は、八千代駅という仮称であった。

### 年表
- 1995年（平成7年）8月17日：駅名が決定[2]。
- 1996年（平成8年）4月27日：開業[1]。
- 2006年（平成18年）10月1日：エレベーターの供用開始。
- 2007年（平成19年）10月10日：ホーム待合室の供用開始。
- 2008年（平成20年）9月30日：PASMO・Suica専用改札機導入。

## 駅構造
相対式ホーム2面2線を持つ高架駅。改札階から各ホームへは階段が2か所、エスカレーター・エレベーターが各1基設置されている。ホーム上に待合室が設置されている。

### のりば
| 番線 | 路線       | 方向 | 行先                           |
| ---- | ---------- | ---- | ------------------------------ |
| 1    | 東葉高速線 | 下り | 村上・東葉勝田台方面           |
| 2    | 東葉高速線 | 上り | 八千代緑が丘・西船橋・中野方面 |

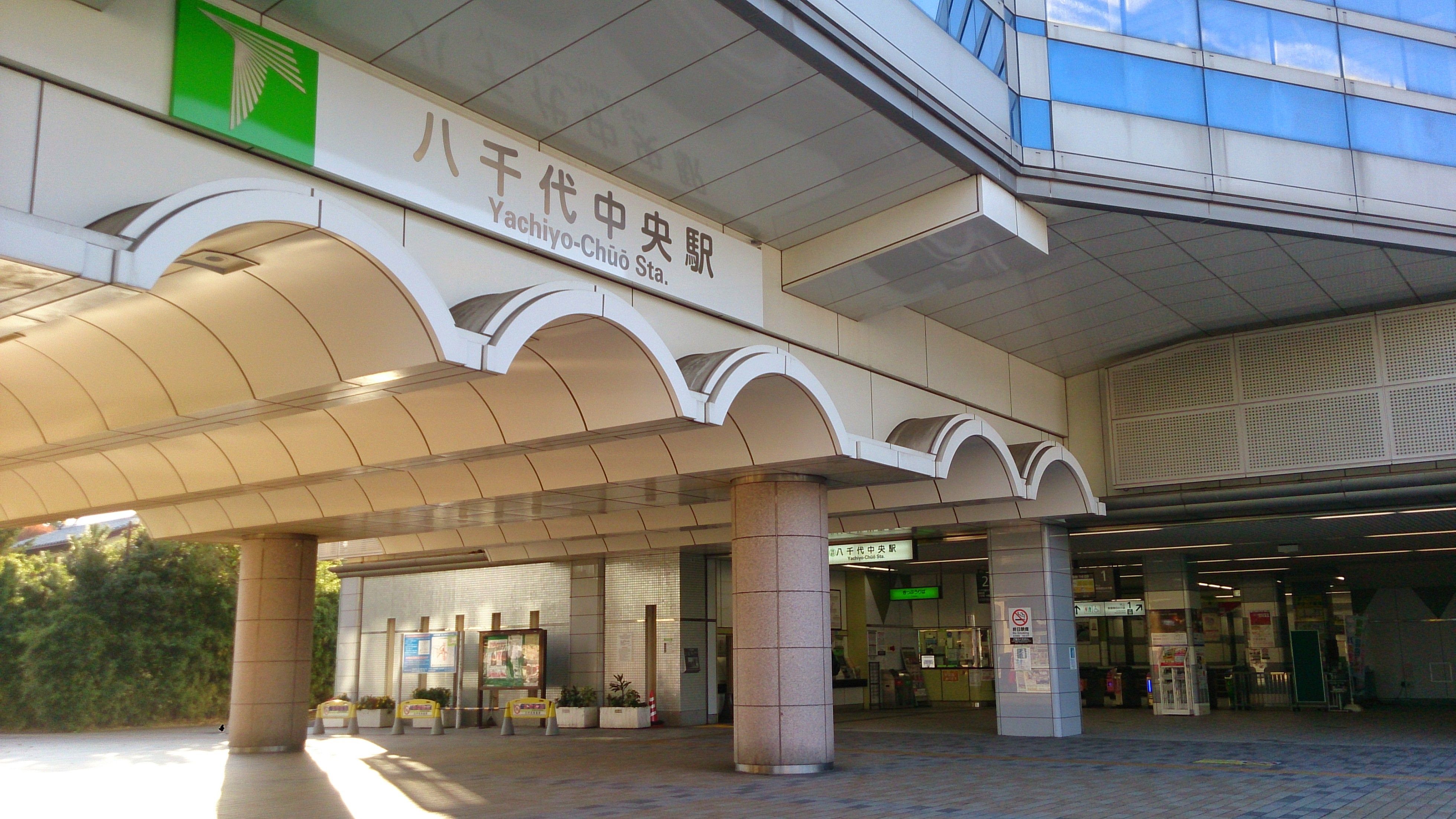
駅舎南側から望む改札口（2014年11月）
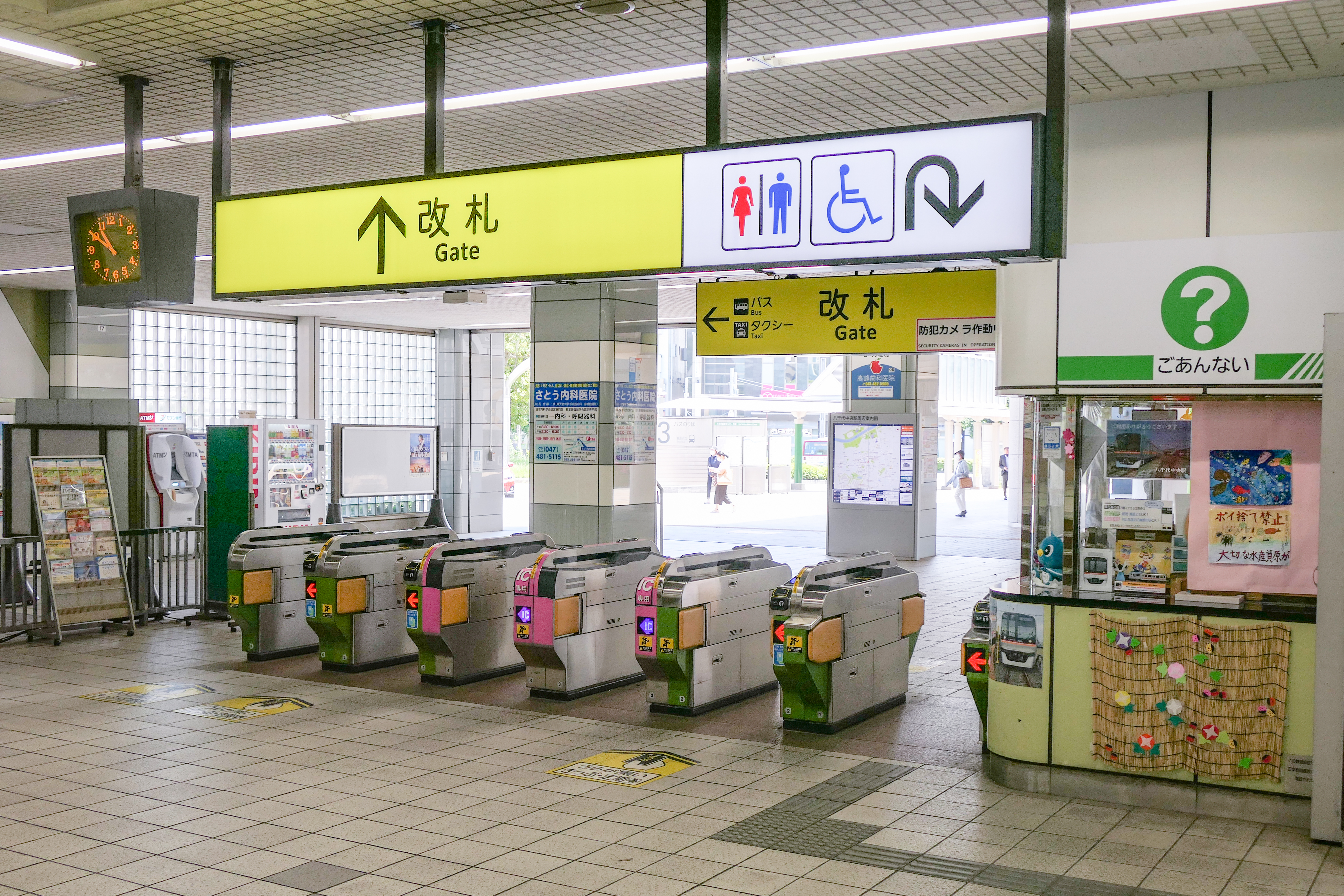
改札口（2022年5月）
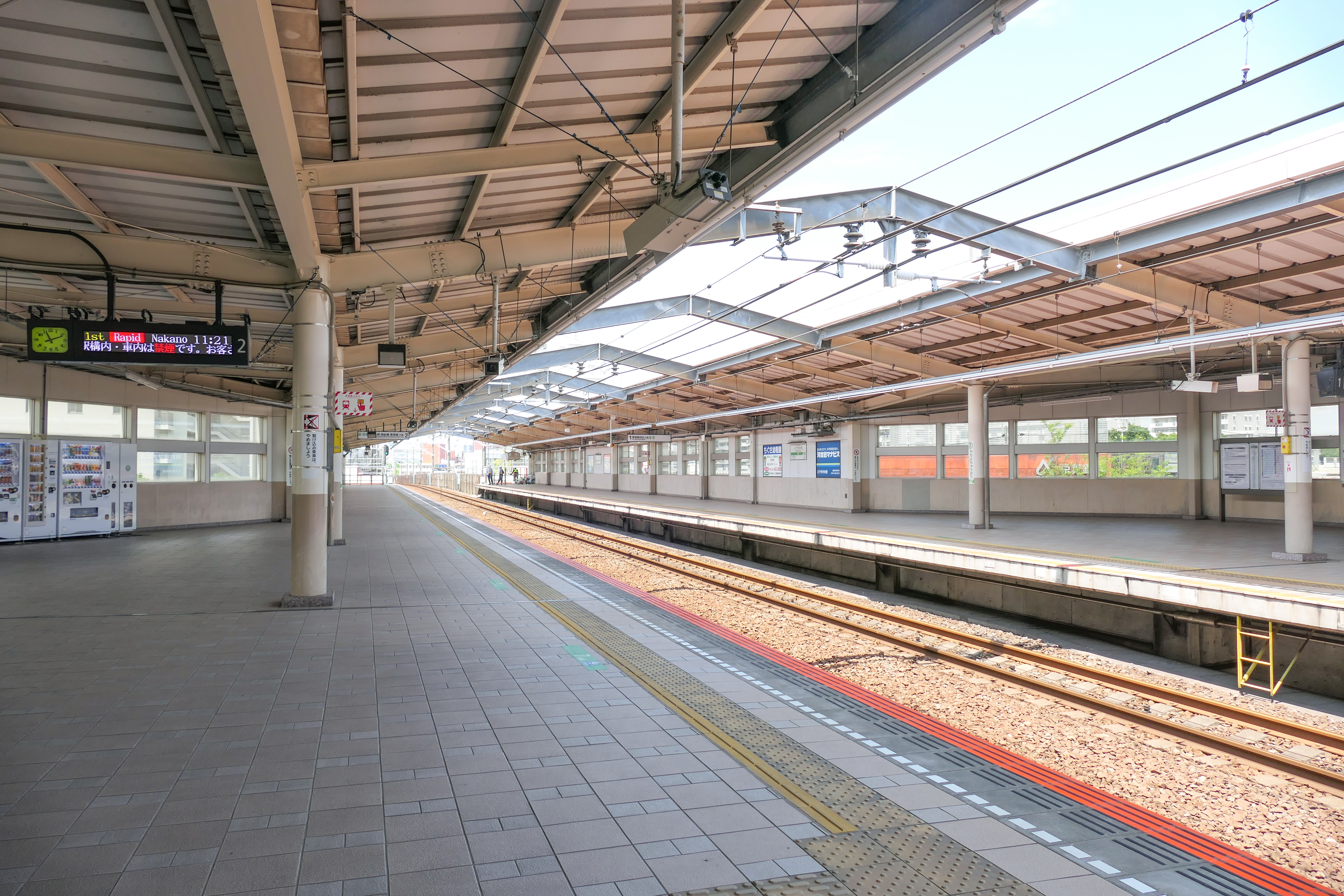
駅ホーム（2022年5月）

## 利用状況
2022年度の一日平均乗車人員は10,949人である。
近年の1日平均乗車人員推移は下表の通りである。
| 年度               | 1日平均 乗降人員 | 1日平均 乗車人員 | 出典     |
| ------------------ | ---------------- | ---------------- | -------- |
| 1996年（平成08年） |                  | 3,861            | [ * 2 ]  |
| 1997年（平成09年） |                  | 5,163            | [ * 3 ]  |
| 1998年（平成10年） |                  | 5,820            | [ * 4 ]  |
| 1999年（平成11年） |                  | 6,425            | [ * 5 ]  |
| 2000年（平成12年） |                  | 7,107            | [ * 6 ]  |
| 2001年（平成13年） |                  | 7,742            | [ * 7 ]  |
| 2002年（平成14年） |                  | 8,208            | [ * 8 ]  |
| 2003年（平成15年） |                  | 8,512            | [ * 9 ]  |
| 2004年（平成16年） |                  | 8,580            | [ * 10 ] |
| 2005年（平成17年） |                  | 8,904            | [ * 11 ] |
| 2006年（平成18年） |                  | 9,469            | [ * 12 ] |
| 2007年（平成19年） |                  | 10,270           | [ * 13 ] |
| 2008年（平成20年） | 20,775           | 10,412           |          |
| 2009年（平成21年） | 20,689           | 10,374           |          |
| 2010年（平成22年） | 20,938           | 10,487           |          |
| 2011年（平成23年） | 21,021           | 10,533           |          |
| 2012年（平成24年） | 21,449           | 10,751           |          |
| 2013年（平成25年） | 22,007           | 11,035           |          |
| 2014年（平成26年） | 21,947           | 11,032           |          |
| 2015年（平成27年） | 22,800           | 11,455           |          |
| 2016年（平成28年） | 23,090           | 11,603           |          |
| 2017年（平成29年） | 23,575           | 11,851           |          |
| 2018年（平成30年） | 23,944           | 12,027           |          |
| 2019年（令和元年） | 23,967           | 12,031           |          |
| 2020年（令和02年） | 18,759           | 9,415            |          |
| 2021年（令和03年） | 19,917           | 9,990            |          |
| 2022年（令和04年） | 21,827           | 10,949           |          |
| 2023年（令和05年） | 22,781           |                  |          |

## 駅周辺
八千代市の中心駅（市役所最寄り駅）である。駅出入口より南側・北側に分かれる。東葉高速鉄道の駅構内図には、南側を八千代郵便局・八千代市役所方面、北側をロータリー・東京女子医科大学八千代医療センター方面と表記しており、北口・南口とは表記されていない。

### 南側

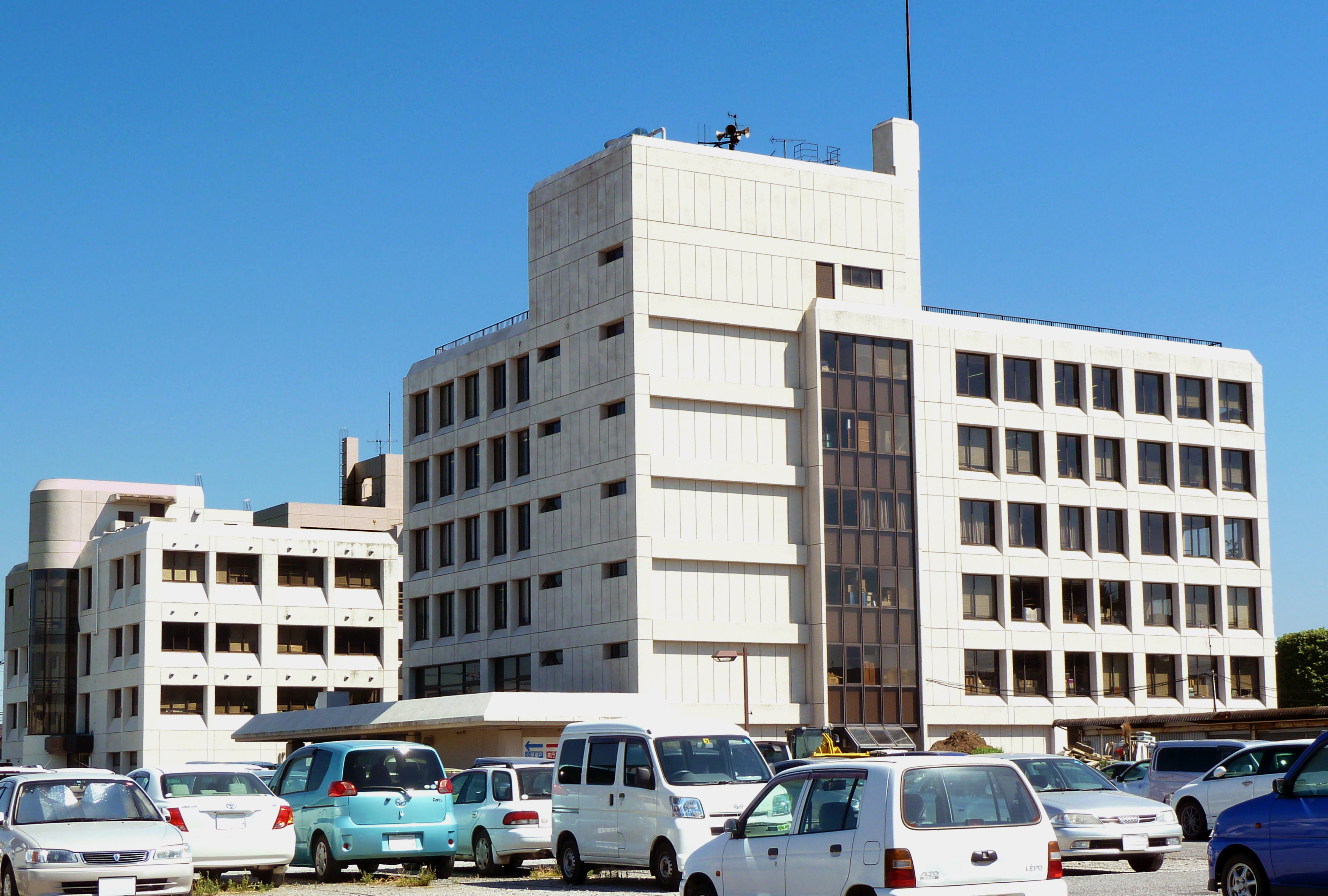
八千代市役所

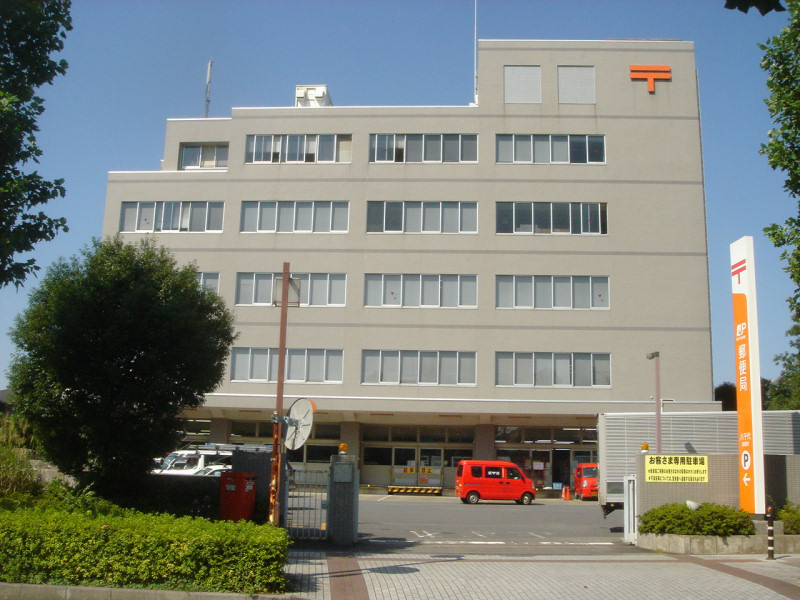
八千代郵便局

南部には国道296号が走り、八千代市役所がある。また、古くからの萱田町の住宅地、大和田新田の小規模マンションが広がる。
- 八千代市役所
- 八千代警察署
- 八千代市市民会館
- 八千代市保健センター
- 八千代郵便局
  - ゆうちょ銀行 八千代店
- 八千代大和田新田郵便局
- 八千代大和田郵便局
- JA八千代市 大和田支店
- 東京東信用金庫 八千代支店
- 中央労働金庫 八千代支店
- 八千代市立大和田中学校
- 八千代市立大和田西小学校
- 八千代市立大和田小学校
- ビッグ・エー 八千代ゆりのき台店
- ヤオコー 八千代大和田店
- フードマーケットカスミ 八千代大和田店
- 生活協同組合コープみらい コープ八千代店
- ドン・キホーテ 八千代店
- ウエルシア薬局 八千代大和田店
- ヤックスドラッグ 大和田店
- おうちDEPO 西八千代店
- しまむら 大和田店
- 八千代総合運動公園
  - 八千代市市民体育館
  - 桜の広場・テニスコート

### 北側

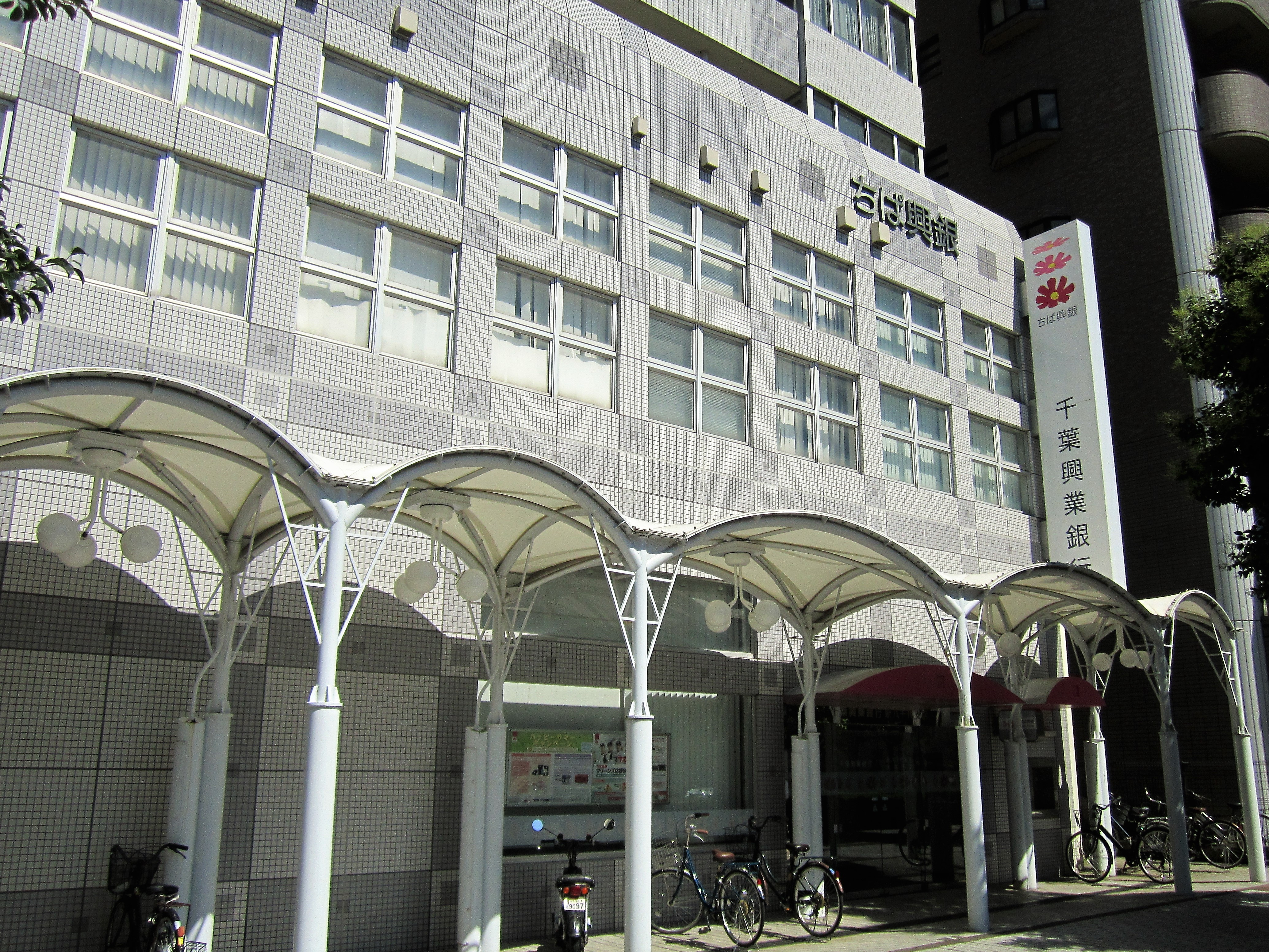
千葉興業銀行 新八千代支店

北部には駅前ロータリーが整備されており、ゆりのき台の新興住宅地や大規模マンション、ゆりのき台団地などがあり、南部とは対照的な街並みである。
- 八千代警察署 八千代中央駅前交番
- 八千代市文化伝承館
- 八千代市総合生涯学習プラザ
- 八千代市立萱田中学校
- 八千代市立萱田小学校
- 八千代市立萱田南小学校
- 東京女子医科大学八千代医療センター
- 千葉銀行 新八千代支店
- 千葉興業銀行 新八千代支店
- 京葉銀行 八千代中央支店
- カスミフードスクエア ゆりのき台店
- マルエツ 八千代中央駅前店
- 業務スーパー 八千代店
- スギ薬局 八千代中央店
- 生鮮市場てらお 八千代店
- マツモトキヨシ 八千代中央店
- 八千代総合運動公園野球場
- 萱田地区公園
- 萱田第5号公園
- 飯綱近隣公園

## バス路線
駅前ロータリーに路線バスが乗り入れている。停留所名は「八千代中央駅」である。すべて東洋バスによって運行されている。かつては京成バスも乗り入れていた。
| のりば | 系統                                       | 経由                                         | 行先                   | 備考 |
| ------ | ------------------------------------------ | -------------------------------------------- | ---------------------- | ---- |
| 1      | 41・43                                     | 農業会館・京成バラ園・緑が丘駅・コーシン牛乳 | 八千代台駅             |      |
| 2      |                                            |                                              | 八千代台駅             |      |
| 50・51 | 市役所前・大和田南・グランド前             |                                              |                        |      |
| 15・18 | 警察署前・郷土博物館・米本神社             | 米本団地                                     |                        |      |
| 17     | 警察署前・市営住宅前・松陰高校前・米本神社 | 米本団地                                     | 平日2本、土休日1本のみ |      |
| 22     | 市民会館・村上駅                           | 村上団地                                     | 平日1本のみ            |      |
| 3      | 18・43・50                                 | ゆりのき台3丁目                              | 八千代医療センター     |      |

## 隣の駅
東葉高速鉄道
 東葉高速線（東葉高速線内は全列車各駅に停車）
八千代緑が丘駅 (TR06) - 八千代中央駅 (TR07) - 村上駅 (TR08)

#### 利用状況に関する出典
千葉県統計年鑑
1. 1 2  令和5年
2. ↑  平成9年
3. ↑  平成10年
4. ↑  平成11年
5. ↑  平成12年
6. ↑  平成13年
7. ↑  平成14年
8. ↑  平成15年
9. ↑  平成16年
10. ↑  平成17年
11. ↑  平成18年
12. ↑  平成19年
13. ↑  平成20年
14. ↑  平成21年
15. ↑  平成22年
16. ↑  平成23年
17. ↑  平成24年
18. ↑  平成25年
19. ↑  平成26年
20. ↑  平成27年
21. ↑  平成28年
22. ↑  平成29年
23. ↑  平成30年
24. ↑  令和元年
25. ↑  令和2年
26. ↑  令和3年
27. ↑  令和4年

八千代市統計書
1. 1 2  『令和6年版 八千代市統計書 4.東葉高速鉄道駅別乗降客数』（xlsx）八千代市。2025年5月19日閲覧。
2. 1 2 3 4 5  『八千代市各種統計データ 4.東葉高速鉄道駅別乗降客数』（xls）八千代市。オリジナルの2014年11月11日時点におけるアーカイブ。2025年1月26日閲覧。
3. 1 2 3 4 5  『平成30年版 八千代市統計書 4.東葉高速鉄道駅別乗降客数』（xlsx）八千代市。オリジナルの2019年11月6日時点におけるアーカイブ。2025年1月26日閲覧。
4. 1 2 3 4 5  『令和5年版 八千代市統計書 4.東葉高速鉄道駅別乗降客数』（xlsx）八千代市。オリジナルの2024年11月5日時点におけるアーカイブ。2025年1月26日閲覧。